# Grammia
Grammia är ett släkte av fjärilar som beskrevs av Jules Pièrre Rambur 1866. Grammia ingår i familjen björnspinnare.

## Dottertaxa tillGrammia, i alfabetisk ordning[1][2]
- Grammia achaia
- Grammia allectans
- Grammia anna
- Grammia approximata
- Grammia arge
- Grammia barda
- Grammia b-atra
- Grammia behri
- Grammia blakei
- Grammia bolanderi
- Grammia celia
- Grammia ceramica
- Grammia cervinoides
- Grammia circa
- Grammia citrinaria
- Grammia coelebs
- Grammia complicata
- Grammia confluentis
- Grammia conspica
- Grammia dahurica
- Grammia destigmata
- Grammia determinata
- Grammia dieckii
- Grammia dione
- Grammia dodgei
- Grammia doris
- Grammia edwardsi
- Grammia elongata
- Grammia excelsa
- Grammia falloui
- Grammia favorita
- Grammia favoritella
- Grammia figurata
- Grammia flammea
- Grammia flava
- Grammia f-pallida
- Grammia franconia
- Grammia gelida
- Grammia gelpkey
- Grammia geneura
- Grammia gibsoni
- Grammia hewletti
- Grammia incarnatorubra
- Grammia incorrupta
- Grammia integra
- Grammia intermedia
- Grammia liturata
- Grammia lugubris
- Grammia maculosa
- Grammia michabo
- Grammia minea
- Grammia moierra
- Grammia nerea
- Grammia nervosa
- Grammia nevadensis
- Grammia norvegica
- Grammia obliterata
- Grammia ochracea
- Grammia ochracea-rivulosa
- Grammia oithona
- Grammia ophir
- Grammia ornata
- Grammia otiosa
- Grammia parthenice
- Grammia perpicta
- Grammia persephone
- Grammia philipiana
- Grammia phyllira
- Grammia placentia
- Grammia plantagina
- Grammia preciosa
- Grammia pseudoliturata
- Grammia quadranotata
- Grammia quenseli, Alpigelkottsspinnare
- Grammia quenselii
- Grammia rectilinea
- Grammia rivulosa
- Grammia saundersi
- Grammia shastaensis
- Grammia simplex
- Grammia simplicior
- Grammia snowi
- Grammia sociata
- Grammia speciosa
- Grammia splendida
- Grammia stretcheri
- Grammia strigosa
- Grammia sulphurica
- Grammia sulphuricella
- Grammia superba
- Grammia tooele
- Grammia turbans
- Grammia williamsii
- Grammia virgo
- Grammia virguncula

## Bildgalleri

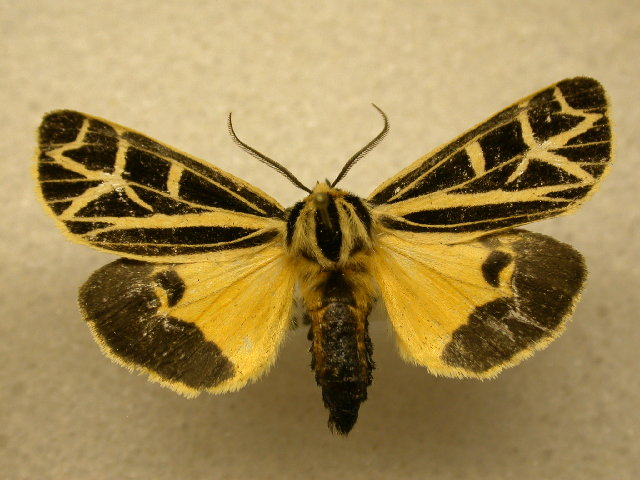